# Кроветти, Кэмерон
Кэмерон Кроветти (англ. Cameron Crovetti; род. 2008) — американский актёр.

## Ранняя жизнь
Кроветти родился 12 марта 2008 года в Калифорнии, в семье продюсера Брэдли Крампа и актрисы Дениз Кроветти. У него есть старшая сестра Изабелла, а также два брата Николас и Данила. До начала актёрской карьеры занимался спортивной гимнастикой.

## Карьера
Кроветти заинтересовался актёрской карьерой в 2012 году, когда побывал на съемках телесериала «Соседи» где его сестра Изабелла исполняет главную роль. Кроветти дебютировал на телеэкранах в 2017 году, исполнив эпизодическую роль в ситкоме «Черноватый», также юный актёр начал сниматься в телесериале «Большая маленькая ложь» исполняя второстепенную роль. В 2018 году исполнил второстепенную роль в драматическом фильме «Мы койоты,  а также появился в малозаметной эпизодической роли в телесериале «Училки», в этом же году появился в эпизоде телесериала «Одинокие родители». В 2020 году исполнял второстепенную роль в телесериале «Грязный Джон» на протяжении шести эпизодов, а также начал сниматься в главной роли в телесериале «Пацаны». В 2020 году исполнил главную роль в фильме «Охота на ведьм» и короткометражном драматическом фильме Люка Бенварда «Парни». В 2022 году исполнил главную роль в фильме «Серый человек» где сыграл молодую версию персонажа Райана Гослинга. В этом же году вместе со своим братом Николасом исполнили главную роль в фильме ужасов «Спокойной ночи, мамочка», также Кроветти впервые появился как актёр озвучки мультсериале «Пожарные приятели». В 2023 году исполнил главную роль в фильме «Пацан против всех», а также второстепенную роль в фильме ужасов «Оракул».

## Фильмография
| Год          |     | Русское название        | Оригинальное название | Роль            |
| ------------ | --- | ----------------------- | --------------------- | --------------- |
| 2017         | с   | Черноватый              | Black-ish             | Дилан #2        |
| 2017 — н. в. | с   | Большая маленькая ложь  | Big Little Lies       | Джош Райт       |
| 2018         | ф   | Мы койоты               | Anywhere with You     | Тим             |
| 2018         | с   | Училки                  | Teachers              | блондин         |
| 2018         | с   | Одинокие родители       | Single Parents        | Кэрол           |
| 2020         | с   | Грязный Джон            | Dirty John            | Райан Бодерик   |
| 2020 — н. в. | с   | Пацаны                  | The Boys              | Райан Бутчер    |
| 2021         | ф   | Охота на ведьм          | Witch Hunt            | Кори            |
| 2021         | кор | Парни                   | Boys                  | Роланд          |
| 2022         | ф   | Серый человек           | The Gray Man          | Янг Сикс        |
| 2022         | ф   | Спокойной ночи, мамочка | Goodnight Mommy       | Элиас           |
| 2022—2023    | мс  | Пожарные приятели       | Firebuds              | Гарри Хапхазард |
| 2023         | ф   | Пацан против всех       | Boy Kills World       | юный пацан      |
| 2023         | ф   | Оракул                  | Oracle                | Чейз            |

## Награды и номинации
| Год  | Премия                         | Категория                                       | Номинация за           | Результат | Примечания |
| ---- | ------------------------------ | ----------------------------------------------- | ---------------------- | --------- | ---------- |
| 2020 | Премия Гильдии киноактёров США | Лучший актёрский состав в драматическом сериале | Большая маленькая ложь | Номинация | [ 19 ]     |